# Xavi
Xavier Hernández Creus (n. 25 ianuarie 1980, Terrassa, Catalonia, Spania), cunoscut ca Xavi, este un fotbalist spaniol retras din activitate, care a jucat pe post de mijlocaș la echipe ca Barcelona, Al-Sadd și Barcelona B. Pe plan internațional, are prezențe la națională pentru Spania, Catalonia, Spania U23⁠(d), Spania U-21, Spania U-20⁠(d), Spania U-18⁠(d) și Spania U17⁠(d). După încheierea carierei, a devenit antrenor, și a antrenat, printre altele, Barcelona și Al-Sadd.
A câștigat Campionatul European de Fotbal 2008 și 2012, Campionatul Mondial de Fotbal 2010, La Liga de 8 ori cu FC Barcelona și a fost nominalizat la Balonul de Aur FIFA 2010, unde concurenții lui au fost chiar coechipierii săi de la Barcelona, Lionel Messi și Andres Iniesta. A fost căpitanul echipei FC Barcelona în sezonul 2014-15.

## Palmares

### Barcelona
- La Liga: 1998–99, 2004–05, 2005–06, 2008–09, 2009–10, 2010–11, , 2014–15
- Copa del Rey: 2008–09, 2011–12, 2014–15
- Supercopa de España: 2005, 2006, 2009, 2010, 2011, 2013
- Liga Campionilor UEFA: 2005–06, 2008–09, 2010–11, 2014–15
- Supercupa Europei: 2009,
- Campionatul Mondial al Cluburilor FIFA: 2009, 2011

### Internațional
- Campionatul Mondial de Fotbal: 2010
- Campionatul European de Fotbal: 2008, 2012
- Jocurile Olimpice – argint: 2000
- Cupa Confederațiilor FIFA – argint: 2013
- FIFA World Youth Championship: 1999

### Individual
- World Soccer Player of the Year: 2010
- Euro 2008 Player of the Tournament: 2008
- UEFA Best Player in Europe Award Second place: 2011
- FIFA Ballon d'Or Third place: 2010, 2011
- Ballon d'Or Bronze Award: 2009
- FIFA World Player of the Year Third place: 2009
- Onze de Bronze: 2011
- UEFA Champions League Final Man of the Match: 2009
- UEFA Club Midfielder of the Year: 2008–09
- IFFHS World's Best Playmaker: 2008, 2009, 2010, 2011
- La Liga Breakthrough Player of the Year: 1999
- La Liga Spanish Player of the Year: 2005
- La Liga Player of the Year: 2nd place 2010, 3rd place 2011
- La Liga Midfielder of the Year: 2009, 2010, 2011.
- FIFA World Cup Dream Team: 2010[1]
- Euro Team of the Tournament: 2008, 2012
- FIFA/FIFPro World XI: 2008, 2009, 2010, 2011, 2012, 2013
- UEFA Team of the Year: 2008, 2009, 2010, 2011, 2012
- ESM Team of the Year: 2008–09,  2010–11, 2011–12
- Campionatul Mondial al Cluburilor FIFA Silver Ball: 2011
- Campionatul Mondial al Cluburilor FIFA Bronze Ball: 2009

### Decorații
- Sportivul spaniol al anului: 2009
- Gold Medal of the Royal Order of Sporting Merit: 2010[2]
- Prince of Asturias Award for Sports: 2010 , 2012

^1 1 A câștigat-o ca membru al naționalei Spaniei 

^2 2 Distincție împărțită cu Iker Casillas

## Statistici carieră

### Club
La 8 iunie 2015.
| Club          | Sezon         | Campionat | Campionat | Copa del Rey | Copa del Rey | Europa  | Europa | Altele  | Altele | Total   | Total  |
| Club          | Sezon         | Meciuri   | Goluri    | Meciuri      | Goluri       | Meciuri | Goluri | Meciuri | Goluri | Meciuri | Goluri |
| ------------- | ------------- | --------- | --------- | ------------ | ------------ | ------- | ------ | ------- | ------ | ------- | ------ |
| Barcelona B   | 1997–98       | 39        | 2         | –            | –            | –       | –      | –       | –      | 39      | 2      |
| Barcelona B   | 1998–99       | 18        | 0         | –            | –            | –       | –      | –       | –      | 18      | 0      |
| Barcelona B   | 1999–2000     | 4         | 1         | –            | –            | –       | –      | –       | –      | 4       | 1      |
| Barcelona B   | Total         | 61        | 3         | –            | –            | –       | –      | –       | –      | 61      | 3      |
| Barcelona     | 1998–99       | 17        | 1         | 2            | 0            | 6       | 0      | 1       | 1      | 26      | 2      |
| Barcelona     | 1999–2000     | 24        | 0         | 4            | 1            | 10      | 1      | 0       | 0      | 38      | 2      |
| Barcelona     | 2000–01       | 20        | 2         | 7            | 0            | 9       | 0      | –       | –      | 36      | 2      |
| Barcelona     | 2001–02       | 35        | 4         | 1            | 0            | 16      | 0      | –       | –      | 52      | 4      |
| Barcelona     | 2002–03       | 29        | 2         | 1            | 0            | 14      | 1      | –       | –      | 44      | 3      |
| Barcelona     | 2003–04       | 36        | 4         | 6            | 0            | 7       | 1      | –       | –      | 49      | 5      |
| Barcelona     | 2004–05       | 36        | 3         | 1            | 0            | 8       | 0      | –       | –      | 45      | 3      |
| Barcelona     | 2005–06       | 16        | 0         | 0            | 0            | 4       | 0      | 2       | 0      | 22      | 0      |
| Barcelona     | 2006–07       | 35        | 3         | 7            | 2            | 8       | 0      | 4       | 1      | 54      | 6      |
| Barcelona     | 2007–08       | 35        | 7         | 7            | 1            | 12      | 1      | –       | –      | 54      | 9      |
| Barcelona     | 2008–09       | 35        | 6         | 5            | 1            | 14      | 3      | –       | –      | 54      | 10     |
| Barcelona     | 2009–10       | 34        | 3         | 3            | 2            | 12      | 1      | 4       | 1      | 53      | 7      |
| Barcelona     | 2010–11       | 31        | 3         | 6            | 0            | 12      | 2      | 1       | 0      | 50      | 5      |
| Barcelona     | 2011–12       | 31        | 10        | 7            | 2            | 10      | 1      | 3       | 1      | 51      | 14     |
| Barcelona     | 2012–13       | 30        | 5         | 5            | 0            | 11      | 1      | 2       | 1      | 48      | 7      |
| Barcelona     | 2013–14       | 30        | 3         | 5            | 0            | 10      | 1      | 2       | 0      | 47      | 4      |
| Barcelona     | 2014–15       | 31        | 1         | 3            | 0            | 10      | 0      | –       | –      | 44      | 1      |
| Barcelona     | Total         | 505       | 58        | 70           | 9            | 173     | 13     | 19      | 5      | 767     | 84     |
| Al Sadd       | 2015–16       | 0         | 0         | –            | –            | –       | –      | –       | –      | 0       | 0      |
| Al Sadd       | Total         | 0         | 0         | –            | –            | –       | –      | –       | –      | 0       | 0      |
| Total carieră | Total carieră | 566       | 61        | 70           | 9            | 173     | 13     | 19      | 5      | 828     | 87     |

1. 1 2 3 4 5 6 7 8 9 10 11 12  Toate aparițiile în Liga Campionilor UEFA
2. ↑  Apariții în Supercopa de España
3. ↑  Cinci meciuri in UEFA Champions League, patru apariții în Cupa UEFA
4. ↑  Toate aparițiile în Cupa UEFA
5. ↑  Apariții în Supercopa de España
6. ↑  O apariție în Supercupa Europei, 7 meciuri in UEFA Champions League
7. ↑  Two meciuri și un gol în Supercopa de España, Două apariții în Campionatul Mondial al Cluburilor FIFA
8. ↑  O apariție în Supercupa Europei, 11 meciuri și un gol în UEFA Champions League
9. ↑  Two meciuri și un gol în Supercopa de España, Două apariții în Campionatul Mondial al Cluburilor FIFA
10. ↑  Apariții în Supercopa de España
11. ↑  O apariție în Supercupa Europei, 9 meciuri and 1 goal in UEFA Champions League
12. ↑  Două apariții în Supercopa de España, one appearance și un gol în Campionatul Mondial al Cluburilor FIFA
13. ↑  Meciuri în Supercopa de España
14. ↑  Meciuri în Supercopa de España

### Internațional
La 13 iunie 2014.
| Echipa | Sezon   | Meciuri | Goluri |
| ------ | ------- | ------- | ------ |
| Spania | 2000–01 | 1       | 0      |
| Spania | 2001–02 | 5       | 0      |
| Spania | 2002–03 | 8       | 0      |
| Spania | 2003–04 | 5       | 0      |
| Spania | 2004–05 | 8       | 1      |
| Spania | 2005–06 | 13      | 0      |
| Spania | 2006–07 | 7       | 2      |
| Spania | 2007–08 | 16      | 4      |
| Spania | 2008–09 | 14      | 1      |
| Spania | 2009–10 | 17      | 0      |
| Spania | 2010–11 | 7       | 1      |
| Spania | 2011–12 | 14      | 1      |
| Spania | 2012–13 | 11      | 1      |
| Spania | 2013–14 | 7       | 1      |
| Total  | Total   | 133     | 12     |

#### Goluri internaționale
| #  | Data               | Stadion                                | Adversar                   | Scor | Rezultat | Competiția                                             |
| -- | ------------------ | -------------------------------------- | -------------------------- | ---- | -------- | ------------------------------------------------------ |
| 1  | 26 martie 2005     | El Helmántico, Salamanca, Spania       | China                      | 2–0  | 3–0      | Meci amical                                            |
| 2  | 6 septembrie 2006  | Windsor Park, Belfast, Irlanda de Nord | Irlanda de Nord            | 0–1  | 3–2      | Preliminariile Campionatului European de Fotbal 2008   |
| 3  | 11 octombrie 2006  | Nueva Condomina, Murcia, Spania        | Argentina                  | 1–0  | 2–1      | Meci amical                                            |
| 4  | 12 septembrie 2007 | Carlos Tartiere, Oviedo, Spania        | Letonia                    | 1–0  | 2–0      | Preliminariile Campionatului European de Fotbal 2008   |
| 5  | 21 noiembrie 2007  | Gran Canaria, Las Palmas, Spania       | Irlanda de Nord            | 1–0  | 1–0      | Preliminariile Campionatului European de Fotbal 2008   |
| 6  | 4 iunie 2008       | El Sardinero, Santander, Spania        | Statele Unite ale Americii | 1–0  | 1–0      | Meci amical                                            |
| 7  | 26 iunie 2008      | Ernst Happel, Viena, Austria           | Rusia                      | 0–1  | 0–3      | Euro 2008                                              |
| 8  | 20 august 2008     | Parken, Copenhaga, Danemarca           | Danemarca                  | 0–2  | 0–3      | Meci amical                                            |
| 9  | 29 martie 2011     | Darius and Girėnas, Kaunas, Lituania   | Lituania                   | 0–1  | 1–3      | Preliminariile Campionatului European de Fotbal 2012   |
| 10 | 6 septembrie 2011  | Las Gaunas, Logroño, Spania            | Liechtenstein              | 3–0  | 6–0      | Preliminariile Campionatului European de Fotbal 2012   |
| 11 | 7 septembrie 2012  | Pasarón, Pontevedra, Spania            | Arabia Saudită             | 3–0  | 5–0      | Meci amical                                            |
| 12 | 11 octombrie 2013  | Stadionul Iberostar, Palma, Spania     | Belarus                    | 1–0  | 2–1      | Calificările pentru Campionatul Mondial de Fotbal 2014 |